# Diamond Stone
Diamond Stone (ur. 10 lutego 1997 w Milwaukee) – amerykański koszykarz występujący na pozycji środkowego.
W 2015 wystąpił w meczu gwiazd amerykańskich szkół średnich - McDonald’s All-American.
7 lipca 2017 trafił w wyniku wymiany do Atlanty Hawks. 31 lipca został zwolniony. 16 października opuścił Chicago Bulls.

## Osiągnięcia
Stan na 10 listopada 2016, na podstawie, o ile nie zaznaczono inaczej.
NCAA
- Uczestnik rozgrywek Sweet Sixteen turnieju NCAA (2016)
- Zaliczony do:
  - I składu pierwszoroczniaków Big Ten (2016)
  - III składu Big Ten (2016)

Reprezentacja
- Mistrz:
  - świata U–17 (2014)
  - Ameryki U–16 (2013)
- Zaliczony do I składu mistrzostw świata U–17 (2014)